# Ion Luca Caragiale
Ion Luca Caragiale (n. 1/13 februarie 1852 Haimanale, județul Prahova, Țara Românească, astăzi I. L. Caragiale, județul Dâmbovița, România – d.  9 iunie 1912, Berlin, Imperiul German) a fost un dramaturg, nuvelist, pamfletar, poet, scriitor, director de teatru, comentator politic și ziarist român. George Călinescu îl considera a fi cel mai mare dramaturg român și unul dintre cei mai importanți scriitori români. A fost ales membru post-mortem al Academiei Române.

## Viața

Caragiale tânăr

S-a născut la 1 februarie 1852, în satul Haimanale (care astăzi îi poartă numele), fiind primul născut al lui Luca Ștefan Caragiale și al Ecaterinei Chiriac Karaboas. Conform unor surse, familia sa ar fi fost de origine aromână. Tatăl său, Luca (1812 - 1870), și frații acestuia, Costache și Iorgu, s-au născut la Constantinopol, fiind fiii lui Ștefan, un bucătar angajat la sfârșitul anului 1812 de Ioan Vodă Caragea în suita sa.
Atras de teatru, Luca s-a căsătorit în 1839 cu actrița și cântăreața Caloropoulos, de care s-a despărțit, fără a divorța vreodată, întemeindu-și o familie statornică cu brașoveanca Ecaterina, fiica negustorului grec Luca Chiriac Karaboas.
Primele studii le-a făcut în 1859 și 1860 cu părintele Marinache, de la Biserica Sf. Gheorghe din Ploiești, iar până în 1864 a urmat clasele primare II-V, la Școala Domnească din Ploiești, unde l-a avut învățător pe Bazil Drăgoșescu. Până în 1867 a urmat trei clase la Gimnaziul „Sfinții Petru și Pavel” din Ploiești, iar în 1868 a terminat clasa a V-a liceală la București. Caragiale a absolvit Gimnaziul „Sfinții Petru și Pavel” din Ploiești, pe care l-a numit, în Grand Hôtel „Victoria Română”, orașul său natal. Singurul institutor de care autorul Momentelor și-a adus aminte cu recunoștință a fost ardeleanul Bazil Drăgoșescu, acela care în schița memorialistică După 50 de ani l-a primit în clasă pe voievodul Unirii.
Adolescentul Iancu a început să scrie poezii în taină, dar înainte de debutul literar a fost fascinat de performanțele teatrale ale unchiului său, Iorgu Caragiale, actor și șef de trupă, fixată la București sau ambulantă. În 1868 a obținut de la tatăl său autorizația de a frecventa Conservatorul de Artă Dramatică, în care fratele acestuia, Costache, preda la clasa de declamație și mimică. În 1870 a fost nevoit să abandoneze proiectul actoriei și s-a mutat cu familia la București, luându-și cu seriozitate în primire obligațiile unui bun șef de familie. În același an a fost numit copist la Tribunalul Prahova.

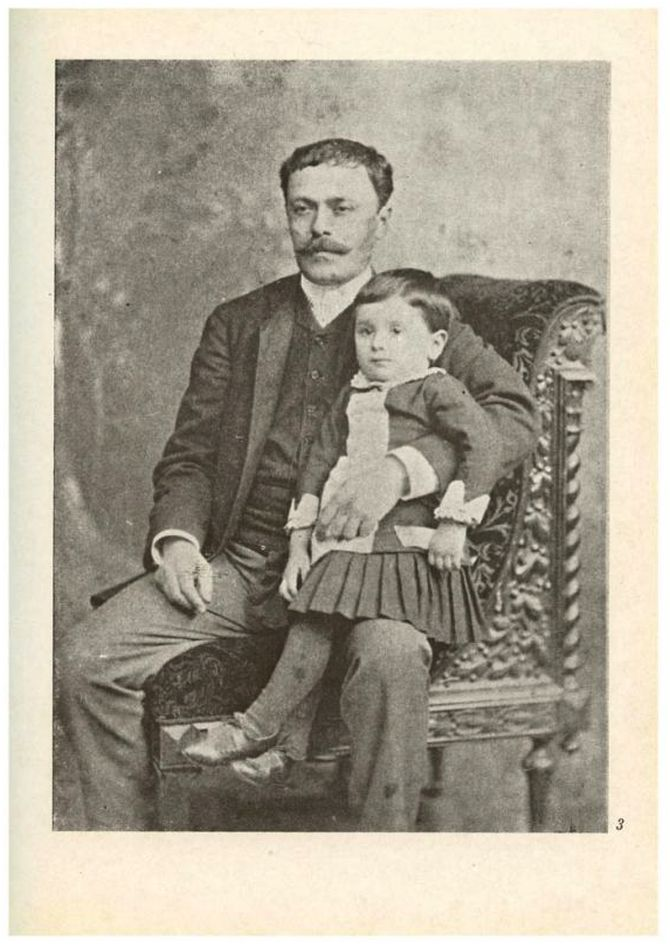
Caragiale și fiul său Mateiu

La 12 martie 1885, s-a născut Mateiu, fiul natural al Mariei Constantinescu, funcționară la Regie, cu Caragiale, care îl declară la oficiul stării civile.
În 1871, Caragiale a fost numit sufleor și copist la Teatrul Național din București, după propunerea lui Mihail Pascaly. L-a cunoscut pe Eminescu când tânărul poet, debutant la Familia, era sufleor și copist în trupa lui Iorgu. Din 1873 până în 1875, Caragiale a colaborat la Ghimpele cu versuri și proză, semnând cu inițialele Car și Policar (Șarla și ciobanii, fabulă antidinastică).
La 7–8 ianuarie 1889 s-a căsătorit cu Alexandrina Burelly, fiica actorului Gaetano Burelly. Din această căsătorie vor rezulta mai întâi două fete: Ioana (n. 24 octombrie 1889) și Agatha (n. 10 noiembrie 1890), care se sting de timpuriu din cauza tusei convulsive sau a difteriei (la 15 iunie respectiv 24 martie 1891). La 3 iulie 1893 i se naște un fiu, Luca Ion.
În 1889, anul morții poetului Mihai Eminescu, Caragiale a publicat articolul În Nirvana. În 1890 a fost profesor de istorie la clasele I-IV la Liceul Particular Sf. Gheorghe, iar în 1892 și-a exprimat intenția de a se exila la Sibiu sau la Brașov. La 24 februarie 1903 a avut o încercare de a se muta la Cluj, unde a fost găzduit de protopopul Elie Dăianu, însă în luna noiembrie și-a stabilit domiciliul provizoriu la Berlin. La 14 martie 1905 s-a stabilit definitiv la Berlin.
Pentru o scurtă perioadă de timp, în jurul anilor 1901-1902, Caragiale a manageriat cunoscuta Berărie Gambrinus, aflată la parterul "Casei Mandy" de pe strada Câmpineanu nr. 4, în apropierea Pieței Teatrului. Caragiale a condus acest local împreună cu Ulpiu Hodoș, fratele ziaristului ardelean Ion Gorun. În acea perioadă, în local avea loc și un cenaclu literar informal, la care participau jurnalistul Anton Bacalbașa, scriitorul George (Ghiță) Ranetti și „a doua serie a colaboratorilor Moftului Român”.

### I.L. Caragiale - revizor școlar la Pitești
În 1870, după moartea tatălui, tânărul Caragiale a trebuit să asigure traiul zilnic pentru el, mama și sora sa.
În anul 1881, s-a aflat într-o situație dificilă, fără serviciu. În urma unor demersuri a reușit să obțină postul de revizor școlar la circumscripția școlară alcătuită din județele Neamț și Suceava, cu reședința (cancelaria) în Piatra Neamț, începând cu 1 octombrie 1881. La Piatra Neamț, în anii 1881-1882, a avut ca ajutor (subrevizor) pe institutorul ardelean Ion Parhon, originar din Cetatea Baltă, tatăl viitorului savant endocrinolog, prof. univ. dr. Constantin I. Parhon, membru al Academiei Române.
După aproape cinci luni de la numirea ca revizor în districtele moldovene, scriitorul a cerut să fie permutat în aceeași calitate la circumscripția districtelor Argeș-Vâlcea. Prin Decretul nr. 448, din 22 februarie 1882, publicat în Monitorul Oficial”, nr. 264, din 26 februarie / 10 martie 1882, a fost transferat în postul solicitat, cu reședința în Pitești.
Revizoratul școlar era subordonat direct Ministerului Cultelor și Instrucțiunii Publice, însă colabora cu reprezentanții autorităților județene (prefect, subprefect, director de prefectură) și orășenești (primar, ajutor de primar, consilieri). În anii 1882-1883, prefecți ai județului Argeș au fost: colonelul Alexandru Budișteanu (30 iunie 1881 - 13 ianuarie 1883); (fratele tău, colonelul, ulterior generalul Constantin Budișteanu, consilier județean, deputat și senator de Argeș) și G. Boian (13 ianuarie 1883 - 21 octombrie 1883); primari: N. Viișoreanu (1880-1883, cu întreruperi), fost prefect de Argeș (în 1861 și 1867); Ioan I. Rădulescu, primar cu delegație (în 1882 și 1883), pe anumite intervale de timp, însă primar în 1884, profesor de istorie și geografie la gimnaziu, până în 1879, apoi deputat (deputații și senatorii erau obligați să demisioneze din funcțiile bugetare avute înainte de alegeri). Pe lângă problemele de învățământ, revizorul școlar răspundea și de activitatea culturală.
I.L. Caragiale cunoscuse orașul Pitești înainte de anul 1882, încă în etapa adolescenței, atunci când însoțise trupa de actori condusă de unchiul său, Iorgu Caragiale, cu ocazia turneelor prin țară.
În conformitate cu prevederile legale, cu regulamentele și instrucțiunile în vigoare, revizorul școlar efectua inspecții și anchete, conducea conferința anuală a învățătorilor programată vara, lua parte la diferite manifestări culturale, sărbători legale și naționale etc. Revizorul I.L. Caragiale a procedat în activitatea sa în funcție de condițiile existente în județul Argeș.
În perioada revizoratului școlar, dramaturgul Ion Luca Caragiale a locuit în Pitești, în cea mai mare parte a timpului, la hotelul-restaurant „Dacia” din strada Șerban-Vodă, local central de local de categoria I, cu saloane și separeuri în restaurant, cu sală de spectacole, club, bar, cafenea, cofetărie, grădină de vară cu scenă și ring de dans. Localul se situa la nivelul celor similare din București, Hotelul „Dacia” era renumit și prin spectacolele de varietăți susținute de actori profesioniști români și străini.
La Pitești, dramaturgul a avut mai mulți cunoscuți apropiați, dintre care pot fi amintiți Ion Trifonescu (1852-1900), avocat, profesor de istorie la gimnaziu, ajutor de primar și ofițer al stării civile în 1883-1884, Toma Trifonescu (1856-1930) frate cu Ion Trifonescu, profesor de limbă română, avocat, președinte de tribunal, deputat de Argeș, în casa căruia revizorul a fost invitat de multe ori, pe Ion Rădulescu, profesor de istorie-geografie, avocat, primar, deputat, conducător al filialei argeșene a Societății „Carpații” (împreună cu Nicolae Dimancea, avocat, deputat), prieten și colaborator al lui Titu Maiorescu.
În perioada revizoratului de la Pitești, I.L. Caragiale a definitivat capodopera sa literară, comedia „O scrisoare pierdută”, a cărei premieră a avut loc la 13/25 noiembrie 1884, pe scena Teatrului Național din București.
Activitatea revizorului școlar I.L. Caragiale a încetat la Pitești în primăvara sau vara anului 1883. Prin jurnalul Consiliului de Ministru, publicat în „Monitorul Oficial”, nr. 188, din 23 martie / 4 aprilie 1883, institutorul Gheorghe I. Arsenescu, de la Școala Primară de Băieți nr. 2 din Pitești, a fost numit provizoriu revizor școlar al județelor Argeș și Vâlcea. În „Monitorul Oficial”, nr. 23 din 1/13 mai 1883, s-a publicat numirea definitivă. Nu se știe dacă Gh. I. Arsenescu a luat în primire postul de revizor la data numirii provizorii sau la data numirii definitive. Este posibil ca institutorul să fi rămas la clasă până la finalizarea examenelor (iunie 1883), eventual până la începerea noului an școlar 1883-1884 (16 august 1883.)
După anul 1883, I.L. Caragiale a revenit de mai multe ori la Pitești, inclusiv în etapa directoratului său la Teatrul Național din București (1888-1889).
Scriitorul s-a stabilit definitiv cu familia la Berlin în anul 1905, însă vizitele sale în țară n-au încetat. În anul 1908 l-a însoțit la Pitești și în alte orașe pe Take Ionescu, șeful Partidului Conservator-Democrat, într-un turneu electoral. Cu această ocazie a revăzut și alți cunoscuți din reședința județului Argeș.

### Exilul voluntar la Berlin

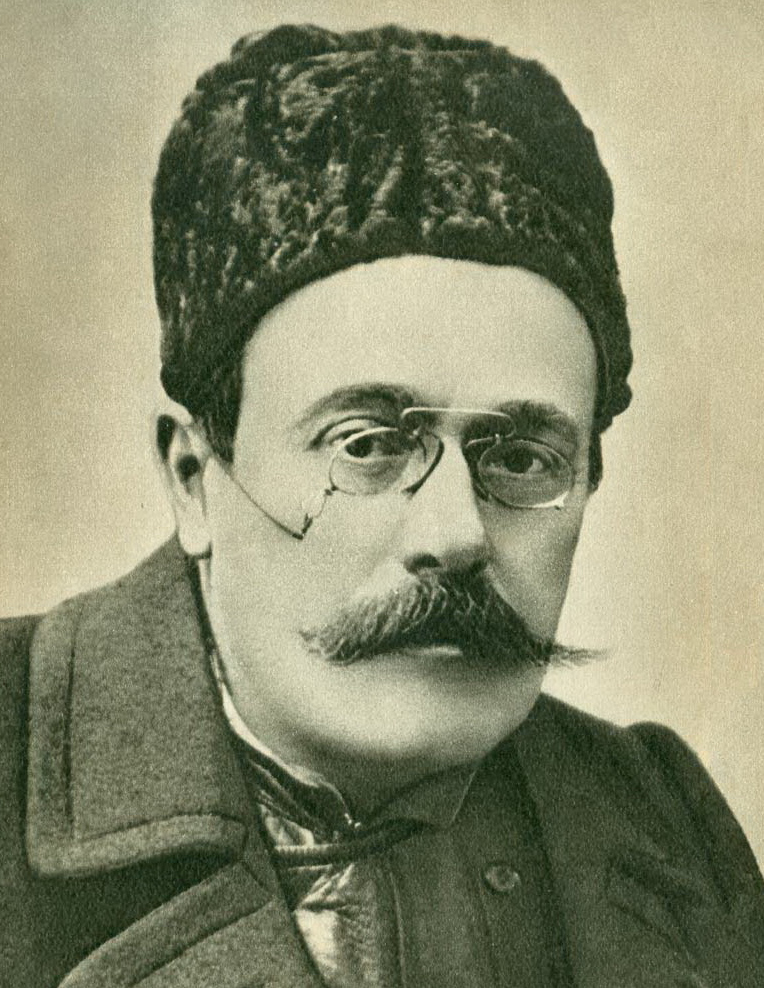
Ion Luca Caragiale

Caragiale a fost acuzat că ar fi plagiat Năpasta după o piesă a scriitorului ungar István Kemény, intitulată „Nenorocul”. Acuzația a apărut în 1901 în două articole din Revista literară, semnate cu pseudonimul Caion. Furios, Caragiale s-a adresat presei din București, a aflat numele real al autorului (C. Al. Ionescu), l-a acționat in justiție și a câștigat fără probleme, grație pledoariei avocatului său, Barbu Ștefănescu Delavrancea.
Cei 12 jurați au decis însă să-l achite pe Caion, tot scandalul fiind catalogat drept „o impertinență de copil”.
Susținut puternic de Alexandru Macedonski, alergic și el la valori, Caion «descoperă» alte «două plagiate». Scârbit de umilința trăită și sătul de nedreptăți, Caragiale decide să părăsească țara, mutându-se împreună cu familia la Berlin, în 1904, când primește o mult așteptată și disputată moștenire de la mătușa sa, Ecaterina Cardini din Șcheii Brașovului (cunoscută ca Mumuloaia, după porecla Momulo a soțului ei), căreia afacerile imobiliare îi aduseseră mari averi.
Renunțând la tăcerea ce și-o impusese în exilul său voluntar de la Berlin, evenimentele din primăvara anului 1907, îl determin pe Caragiale să publice, în noiembrie 1907, la București, broșura: 1907 din primăvară până'n toamnă, un celebru eseu referitor la cauzele și desfășurarea marii mișcări țărănești din primăvara lui 1907. Înainte de a-și publica pamfletul în broșură, Caragiale trimisese primul capitol ziarului vienez, Die Zeit, întâia și cea mai însemnată parte a viitoarei broșuri, care l-a publicat la 3 aprilie 1907, cu semnătura: Un patriot român, arătând tot ce s-a petrecut înainte și după izbucnirea revoltei țărănești din primăvara anului 1907: „Cauza dezastrului în care a căzut țara este numai - da, numai, nenorocita politică ce o fac partidele și bărbații noștri de stat, de patruzeci de ani încoace.” Barbu Delavrancea i-a scris emoționat prietenului său: 
„Desigur, 1907 al tău e o minune ca adevăr, ca artă, ca sentiment, ca judecată. Ai zugrăvit un tablou de mare maestru. Jocul infect al partidelor noastre - pe deasupra țării și în detrimentul țării - cu lăcomia nestăpânită a celor ajunși și cu îmbufnarea dizgrațioasă a celor căzuți, l-ai sintetizat așa de viu ...”
Tot atunci i-a trimis lui Mateiu, prin Delavrancea, o scurtă scrisoare, din care amintim aceste cuvinte: „Împrejurările prin care a trecut și trece țara noastră și care-mi întristează așa de adânc bătrânețele mie să-ți fie îndemn în dragoste pentru patrie. Dumnezeu să-ți facă ție parte de vremuri mai bune la bătrânețe! Noi am început cu veselie și sfârșim cu mâhnire. Să vă dea vouă, tinerilor, Domnul să nu mai vedeți nici un rău arătându-se pe biata noastră țară.”
A publicat în revista literară bilunară Convorbiri (din 1908, Convorbiri critice), 7 fabule. Ultima dintre ele, Boul și vițelul, a fost tipărită în fruntea numărului 1 al Convorbirilor critice, având, în facsimile, autografe atât textul, cât și semnătura Caragiale. În articolul bilanț După un an ..., M. Dragomirescu, editorul revistei, afirma: 
„În fine, acum în urmă, autoritatea celui mai mare poet, a celui mai desăvârșit artist ce am avut vreodată, autoritatea lui Caragiale, a venit, ca odinioară Alecsandri la „Junimea” născândă, să consfințească și să întărească importanța activității Convorbirilor critice și să dea modestului râu măreția fluviului ...”
Doi ani mai târziu a publicat nuvela Kir Ianulea, o versiune românească a piesei lui Niccolò Machiavelli, Nunta lui Belfagor (Belfagor arcidiavolo).

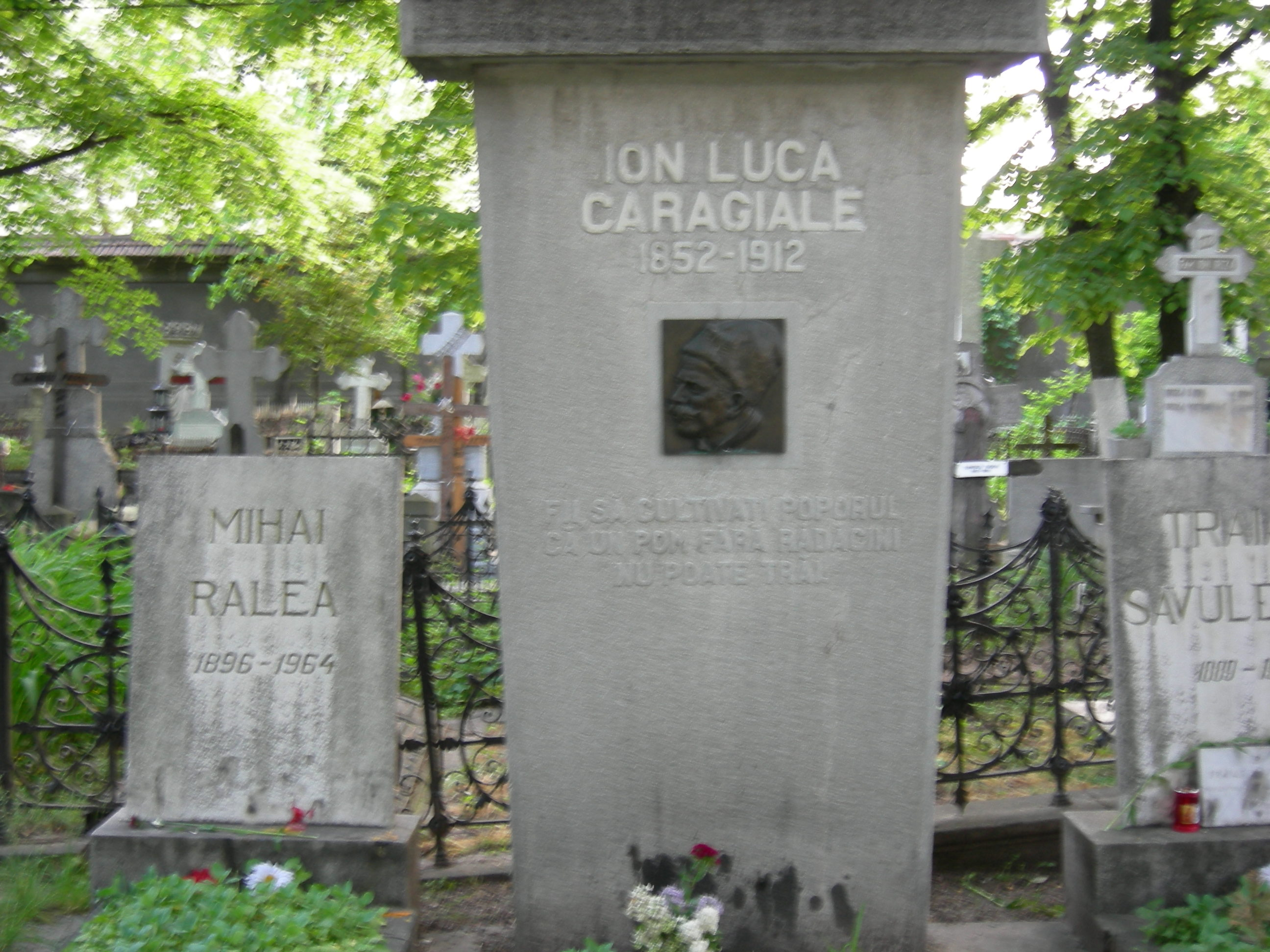
Mormântul lui Ion Luca Caragiale din cimitirul Șerban Vodă

În zorii zilei de 9 iunie 1912, Caragiale a murit subit în locuința sa de la Berlin, din cartierul Schöneberg, bolnav fiind de arterioscleroză. Rămășițele pământești sunt expuse în capela cimitirului protestant Erster Schöneberger Friedhof și depuse, la 14 iunie, în cavoul familiei, în prezența lui Gherea, a lui Delavrancea și a lui Vlahuță. Cinci luni mai târziu, la 18 noiembrie, sicriul cu rămășițele sale pământești a fost adus la București și, la 22 noiembrie 1912, s-a făcut înmormântarea la cimitirul Șerban Vodă. Cortegiul funerar, format la biserica Sf. Gheorghe, a făcut un ocol prin fața Teatrului Național și a continuat apoi drumul până la cimitir, în fruntea miilor de bucureșteni care au luat parte la această solemnitate aflându-se toți marii scriitori ai timpului: Alexandru Vlahuță, Mihail Sadoveanu, Emil Gârleanu, Cincinat Pavelescu, Șt. O. Iosif, Ovid Densușianu, Corneliu Moldovan, Delavrancea, Sandu Aldea, N. D. Cocea și alții. În cuvântarea pe care a ținut-o la biserica Sf. Gheorghe, Delavrancea menționa: „Caragiale a fost cel mai mare român din câți au ținut un condei în mână și o torță aprinsă în cealaltă mână. Condeiul a căzut, dar torța arde și nu se va stinge niciodată.” Iar Mihail Sadoveanu adăuga: „Caragiale a însemnat o dungă mare și foarte luminoasă în literatura noastră contemporană; ea a rămas asupra noastră și va rămâne asupra tuturor generațiilor.”
Caragiale s-a bucurat de recunoașterea operei sale pe perioada vieții sale, însă a fost și criticat și desconsiderat. După moartea sa, a început să fie recunoscut pentru importanța sa în dramaturgia românească. Piesele sale au fost jucate și au devenit relevante în perioada regimului comunist. În 1982, între Groapa Fundeni și Dealul Bolintin, Lucian Pintilie a început filmarea peliculei „De ce trag clopotele, Mitică?”, inspirat din piesa D-ale carnavalului. Pelicula a fost interzisă de comuniști în faza în care nu i se definitivase montajul, din pricina trimiterilor sarcastice voalate la adresa sistemului de atunci.
Deși Caragiale a scris doar nouă piese, el este considerat cel mai bun dramaturg român prin faptul că a reflectat cel mai bine realitățile, limbajul și comportamentul românilor. Opera sa i-a influențat pe alți dramaturgi, între care Eugen Ionesco. Eric D. Tappe a afirmat în cartea sa, Ion Luca Caragiale: „He prided himself on his knowledge of Romanian and would say: 'Not many are masters of it as I am.'"

## Activitatea literară

### Ziarist, publicist, poet

Vlahuță, Caragiale, Barbu Delavrancea

Începutul activității jurnalistice a lui Caragiale poate fi datat, cu probabilitate, în luna octombrie 1873, la ziarul Telegraful, din București, unde ar fi publicat rubrica de anecdote intitulată Curiozități. Apropierea de ziaristică este confirmată, cu certitudine, odată cu colaborarea la revista Ghimpele, unde și-ar fi semnat unele dintre cronici cu pseudonimele: Car și Policar, în care sunt vizibile vioiciunea și verva de bună calitate. Numele întreg îi apare la publicarea de la 1 octombrie 1874 a poemului Versuri în Revista contemporană. În numărul din luna decembrie 1874 al revistei, numele lui Caragiale a apărut trecut printre numele scriitorilor care formau „comitetul redacțional”. Un moment esențial l-a constituit colaborarea la Revista contemporană, la 4 octombrie 1874, cu trei pagini de poezie semnate I. L. Caragiale. Gazetăria propriu-zisă și l-a revendicat însă de la apariția bisăptămânalului Alegătorul liber, al cărui girant responsabil a fost în anii 1875 - 1876. În lunile mai și iunie 1877, Caragiale a redactat singur șase numere din „foița hazlie și populară”, Claponul. Între anii 1876 și 1877 a fost corector la Unirea democratică.
În august 1877, la izbucnirea Războiului de Independență, a fost conducător al ziarului Națiunea română, scos la propunerea publicistului francez Frédéric Damé (1849, Tonnerre, Franța - 1907, București). În această perioadă a apărut și Calendarul Claponului. Ziarul, cu numeroase rubrici scurte și cuprinzătoare, a fost suprimat după numai șase săptămâni. Punându-și în practică experiența gazetărească de până atunci, Caragiale a început, în decembrie 1877, colaborarea la România liberă, publicând foiletoanele teatrale Cercetare critică asupra teatrului românesc. La Teatrul Național se prezenta în această perioadă, piesa Roma învinsă, de Alexandre Parodi, în traducerea lui Caragiale.
Între anii 1878 și 1881 a colaborat la Timpul, alături de Eminescu, Ronetti-Roman și Slavici. La 1 februarie 1880 revista Convorbiri literare a publicat comedia într-un act Conu Leonida față cu reacțiunea. Tot în 1878 a început să frecventeze ședințele bucureștene ale Junimii, la Titu Maiorescu și să citească din scrierile sale. La Iași, a citit O noapte furtunoasă într-una din ședințele de la Junimea. În 1879 a publicat în Convorbiri literare piesa O noapte furtunoasă. De Paște, în 1879, se afla la Viena, împreună cu Titu Maiorescu.
După 3 ani de colaborare, în 1881, s-a retras de la Timpul. A fost numit, prin decret regal, revizor școlar pentru județele Suceava și Neamț. În 1882, a fost mutat, la cerere, în circumscripția 
Argeș - Vâlcea. La 1 martie 1884, a avut loc prima reprezentație a operei bufe Hatmanul Baltag, scrisă în colaborare cu Iacob Negruzzi, iar la 17 martie a participat la 
ședința 
Junimii, în 
prezența lui V. Alecsandri.
În 6 octombrie, însoțit de Titu Maiorescu, a citit la aniversarea Junimii, la Iași, O scrisoare pierdută, iar la 13 noiembrie, în prezența reginei, premiera piesei s-a bucurat de un succes extraordinar.
În iunie 1885 și-a început seria articolelor literare și politice la Voința națională, ziar condus de Alexandru D. Xenopol. La moartea lui Eminescu a publicat articolul În Nirvana. A colaborat cu articole politice și literare la ziarul junimist Constituționalul, sub semnătura C. și cu pseudonimele Falstaff, Zoil, Nastratin și Hans. La 8 aprilie 1885, a avut loc reprezentația comediei D-ale Carnavalului, premiată la 25 ianuarie 1886, fluierată la premieră.

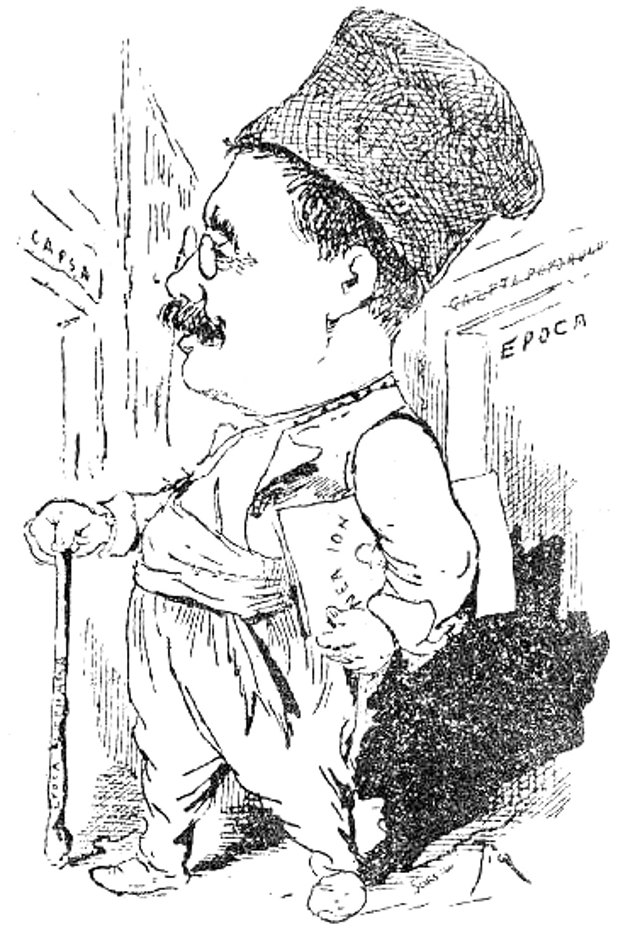
Caricatură de Constantin Jiquidi.

Din 1896, a colaborat sub pseudonimele Ion și Luca la revista umoristică Lumea veche. La Ziua a scris articole politice și un reportaj la moartea lui Alexandru Odobescu. A condus, din 1896, Epoca literară, supliment al ziarului Epoca. În Convorbiri critice și în Timpul și-a publicat piesele de teatru. Când Slavici și Coșbuc au început publicarea revistei Vatra (1894), Caragiale s-a aflat printre principalii colaboratori. Din 1895 și până în 1899 a colaborat la revistele: Gazeta poporului, Epoca, Drapelul, Povestea vorbei, Lumea veche, Adevărul, Foaie interesantă, Literatură și artă românească, Pagini literare. În 1896 a condus Epoca literară. Din 1899 a început să publice la Lupta, Luceafărul, Românul, Convorbiri. Din 1899 a susținut la Universul seria de Notițe critice, care a oferit materiale volumului Momente. Prin articolul Despre Teatrul Național, de la 19 noiembrie 1899, a indispus comitetul teatral din care el însuși făcea parte. Ziarul Die Zeit din Viena a publicat, la 3 aprilie 1907, sub semnătura Un patriot, prima parte din scrierea politică 1907.
Spre deosebire de Eminescu, care vedea în gazetărie o misiune civică directă, Caragiale și-a asumat-o indirect, ca o pedagogie implicită a prezentării aspectului social, sub forma ironiei, pentru îndreptarea tuturor relelor.
Colaborarea susținută în presă, de la publicațiile de prestigiu (Convorbiri literare, în anii de participare la Junimea, Convorbiri critice și Viața românească, după 1900, Timpul, Constituționalul, Epoca), dar și în publicații mai obscure cărora nu le-a refuzat sprijinul (Gazeta săteanului, în care au apărut Cănuță, om sucit și La hanul lui Mânjoală), l-a făcut pe Caragiale să abordeze diverse genuri publiciste precum reportajul și interviul, articole politice și foiletoane cu tematică și alură stilistică diferite:
„Începând cu „mofturile” sale de la debut în ziarul Alegătorul liber (1875 - 1876) și până la scrierea „Momentelor” (1899 - 1901), Caragiale, trecând prin orice rubrică a ziarelor la care colabora, va compune o operă umoristică fără egal în literatura noastră. Dar, paralel cu această față a personalității sale, în publicistică mai este o față, de cele mai multe ori ascunsă în anonimatul de până acum al paginilor de ziare: anume o față gravă, preocupată până la neliniște și frământare interioară de destinul nostru național, pe fundalul mișcării politice confuze, superficiale, improvizate și iresponsabile. Caragiale este singurul adevărat mare contemporan al lui Eminescu. Poate că în străfundurile sale și poetul, simțindu-se singur în redacția Timpului, se va fi gândit la tovărășia perechii sale de destin!”—Marin Bucur
Prin modul de a scrie și prin diversitatea preocupărilor, articolele politice ale lui Caragiale au devenit sinteze satirice concentrate. O mișcare caracteristică a făcut să alterneze observația de moravuri cu generalizarea și cu construirea ironică de tipuri. Cu privire la pamfletul caragialian trebuie remarcat textul din 1907, greu de clasat într-un gen și așa destul de elastic.
Din relațiile lui Caragiale cu publicațiile anilor 1870 - 1910, dincolo de constatarea unui interes care s-a prelungit până la capătul existenței sale, Caragiale a înnobilat genul publicistic.

### Moftul român

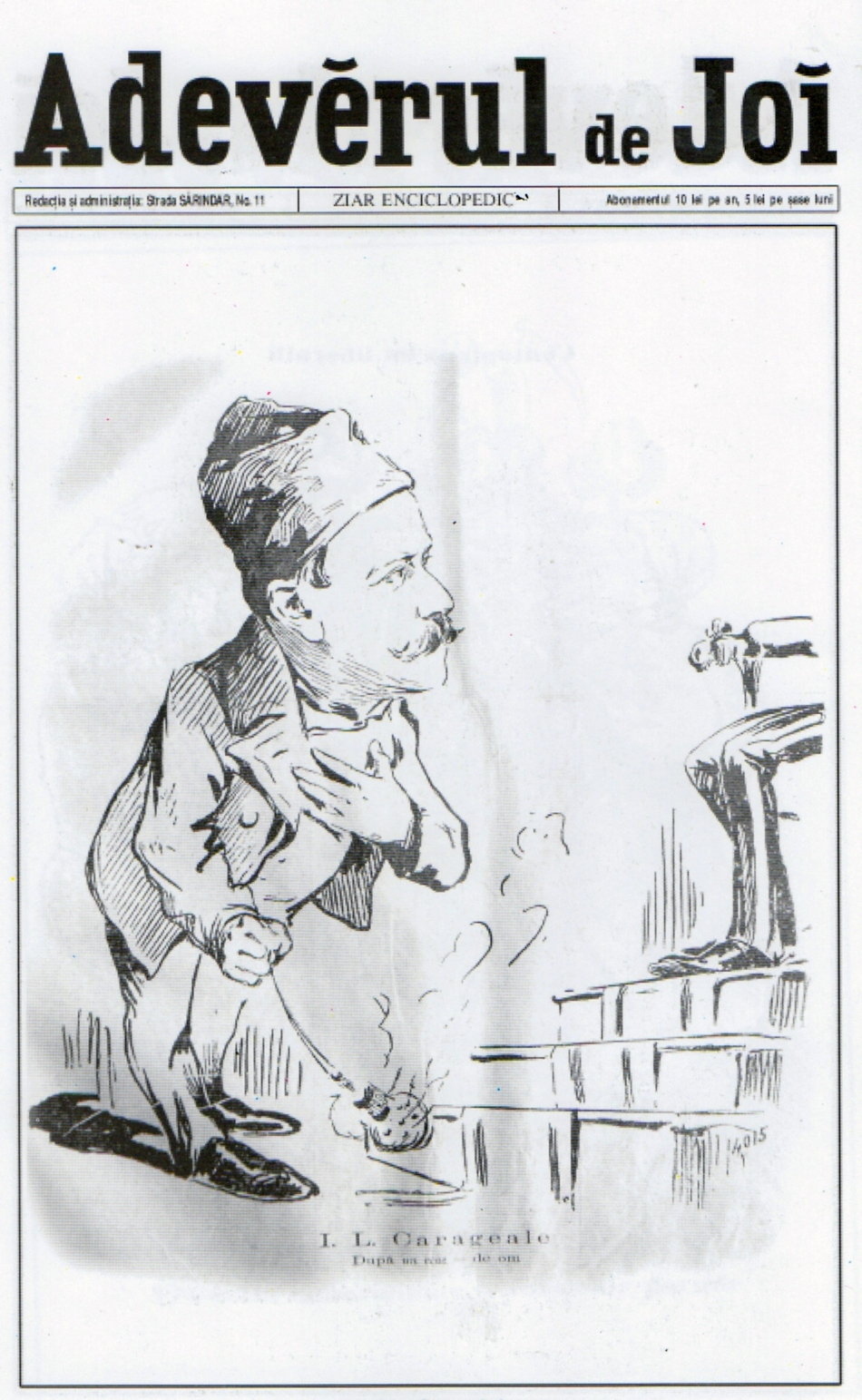
I.L. Caragiale - După o viață de om..., în Revista Adevărul de Joi - de Nicolae S. Petrescu-Găină

În ianuarie 1893, retras din ziaristică de la sfârșitul anului 1889, Caragiale a înființat revista umoristică Moftul român, subintitulată polemic „Revista spiritistă națională, organ pentru răspândirea științelor oculte în Dacia Traiană”. Începând cu numărul 11, revista a devenit ilustrată, publicând caricaturi, iar prin publicarea unora dintre cele mai valoroase schițe caragialești, Moftul român s-a dovedit și un organ literar. Cu unele întreruperi, revista a apărut până în anul 1902 și a avut colaboratori numeroși (Teleor, Emil Gârleanu, I. Al. Brătescu-Voinești, Alexandru Cazaban). Calendarul Moftului român, pe anul 1908, de I. L. Caragiale, a apărut la București.

### Conferențiar
Caragiale a fost atras de contactul cu publicul, arătând o predilecție deosebită pentru participarea la conferințe și șezători literare, frecvente în epoca sa. În acele împrejurări și-a manifestat calitățile de „causeur” fermecător și inteligent, de interpret neîntrecut al textelor sale. La Ateneul Român, instituție fondată în 1865 din inițiativa unor cărturari patrioți (Constantin Esarcu, dr. Nicolae Kretzulescu, Vasile Alexandrescu-Urechia) și care își propunea - programatic - să contribuie la răspândirea în cercuri cât mai largi a științei și a culturii, Caragiale a început să conferențieze din 1892. Dramaturgul a prezentat la Ateneu conferința Gaște și gâște, care a provocat iritarea societății Junimea și a lui Titu Maiorescu.
La 9 mai 1893 Caragiale a ținut o conferință la clubul muncitorilor despre Prostie și inteligență, făcând aluzii la Maiorescu. La Buzău, la 15 martie 1896, a prezentat conferința Prostie, „în fața unei colosale adunări”.
Din 1898 a interpretat, la Ateneu, cu verva-i recunoscută, unele dintre Momentele sale, încredințate publicului mai ales în cotidianul Universul (27 septembrie 1899). În seria conferințelor științifice și culturale (care aveau loc, de regulă, joia și duminica seara), Caragiale era programat cu „lecturi literare”, la 9 ianuarie 1900, presa bucureșteană înregistrând cu entuziasm evenimentul: 
„O conferință a eminentului nostru prozator este un adevărat și fericit eveniment literar”
Dintre intervențiile sale a răzbătut ceva din farmecul deosebit al acestui geniu al cuvântului (scris și vorbit): 
„Citind, el trăiește acele scene și ne face și pe noi să le trăim. Intră în personajele sale și le imită limbajul, privirile, vocea, gesturile și expresiile. Te face să râzi cu hohote, iar în părțile mișcătoare, te înduioșează. Caragiale este ceea ce se numește un temperament artistic, de o superioritate absolută, netăgăduită în surprinzătoarea ei complexitate”—Universul, 1898

### Director de teatru
Caragiale a fost și director al Teatrului Național din București. Titu Maiorescu, ministrul Instrucțiunii Publice, ocupându-se de problema schimbării conducerii Teatrului Național, după mai multe consultări a hotărât, la 2 iulie 1888: „Director al primului nostru teatru va fi tânărul dramaturg I. L. Caragiale”. În vârstă de numai 36 de ani, a deschis stagiunea, la 1 octombrie 1888, cu comedia Manevrele de toamnă, o localizare făcută de Paul Gusty, în care interpreții au obținut succese remarcabile. Nefiind sprijinit de câțiva mari actori dramatici ai timpului (Aristizza Romanescu, Grigore Manoilescu și Constantin Nottara) și „sabotat” de unele ziare bucureștene, Caragiale s-a văzut nevoit să demisioneze în 1889, înainte de începerea stagiunii următoare, după ce dovedise, totuși, evidente resurse de organizator și o nebănuită energie.

## Caragiale și „Junimea”

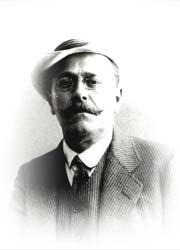
I. L. Caragiale

De la debutul său în dramaturgie (1879) și până în 1892, Caragiale s-a bucurat de sprijinul Junimii, deși în întregul proces de afirmare a scriitorului, Junimea însăși a fost, până prin 1884 - 1885, ținta atacurilor concentrate ale adversarilor ei. Mai multe dintre adversitățile îndreptate împotriva lui Caragiale au fost cauzate și de calitatea sa de junimist și de redactor la ziarul conservator și junimist, Timpul (1878 - 1881).
Prima piesă a dramaturgului, O noapte furtunoasă, bine primită de Junimea și publicată în 1879 în Convorbiri literare (în care au fost publicate toate piesele sale), a beneficiat, la premieră, de atacuri deloc neglijabile. După trei ani de colaborare, Caragiale s-a retras în iulie 1881 de la Timpul, dar Comitetul Teatrului Național de la Iași, prezidat de Iacob Negruzzi, l-a numit director de scenă, post pe care dramaturgul l-a refuzat. A participat frecvent la ședințele Junimii, iar la întâlnirea din martie 1884, în prezența lui Alecsandri, și-a mărturisit preferința pentru poeziile lui Eminescu. La 6 octombrie a citit la aniversarea Junimii, la Iași, O scrisoare pierdută, a cărei premieră a avut loc la 13 noiembrie cu mare succes, în prezența reginei. În 1888 Titu Maiorescu l-a numit director al Teatrului Național din București și i-a prefațat volumul de Teatru (1899), cu studiul intitulat Comediile d-lui I. L. Caragiale.
La 9 mai 1892, Caragiale a prezentat însă la Ateneu o conferință cu titlul Gaște și gâște literare, împotriva Junimii, determinând, împreună cu articolul Două note, ruptura cu Titu Maiorescu și încetarea colaborării la Convorbiri literare. La 18 noiembrie 1895, Petre P. Negulescu i-a scris lui Simion Mehedinți că a obținut de la Titu Maiorescu să se ceară colaborarea lui Caragiale la Convorbiri literare, fără reluarea însă a relațiilor personale între critic și autorul articolului Două note. Caragiale a reluat legătura cu Titu Maiorescu abia la 15 februarie 1908, când i-a trimis acestuia o felicitare cu prilejul zilei de naștere.
Scriind despre Comediile d-lui I. L. Caragiale (1885), și referindu-se la tipologie („Există aceste tipuri în lumea nostră? (...) Dacă sunt, atunci dela autorul dramatic trebuie să cerem numai ca să ni le prezinte în mod artistic”), Titu Maiorescu îl apără pe marele scriitor de acuzația de imoralitate. Articolul, care a provocat celebra polemică dintre Maiorescu și Gherea, evidențiază realismul tipurilor și al mediului social: 
„Lucrarea d-lui Caragiale este originală, comediile sale pun pe scenă câteva tipuri din viața noastră socială de astăzi și le dezvoltă cu semnele lor caracteristice, cu deprinderile lor, cu expresiile lor, cu tot aparatul înfățișării lor în situațiile anume alese de autor”.
Venind în întâmpinarea lui Caragiale, Maiorescu a fost de părere că este necesar să eludeze fondul de realitate al artei, ce devine „ficțiune artistică”, prilej de a ne înălța „în lumea ficțiunii ideale”.

Caragiale și Vlahuță

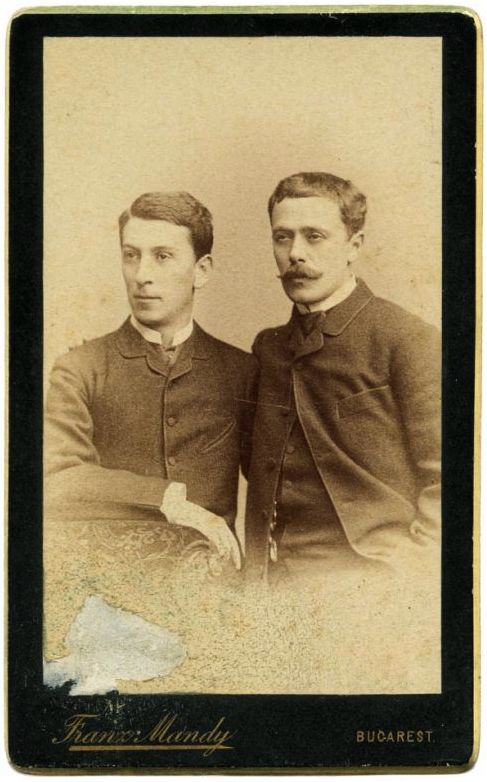
Caragiale și Mateiu Caragiale

Șeful literar al Junimii, Maiorescu, a arătat mult timp față de Caragiale o foarte vie solicitudine, ceea ce a dus la o colaborare statornică timp de zece ani. Piesa O noapte furtunoasă a avut următoarea dedicație: „D. Titu Maiorescu este cu adânc respect rugat să primească dedicarea acestei încercări literare, ca un semn de recunoștință și devotamentul ce-i poartă autorul ei”. Caragiale a citit la Titu Maiorescu drama Năpasta, care a apărut la editura Haimann și a fost dedicată, în volum, doamnei Ana T. Maiorescu. În calitate de colaborator al revistei, dramaturgul a menținut relații cordiale cu toți ceilalți membri ai Junimii, îndeosebi cu Iacob Negruzzi, creatorul și redactorul Convorbirilor literare (Vasile Pogor, Gh. Panu, Petre Missir, căruia i-a dedicat O scrisoare pierdută, N. Gane).
În anii activității sale la Convorbiri a admirat-o pe Mite Kremnitz (cumnata lui Maiorescu), care a și tradus mai multe texte din Caragiale, în vederea publicării antologiei de literatură română în Germania. Ruptura cu Junimea a devenit definitivă în 1892, când și-a întrerupt colaborarea la Convorbiri literare. Ura lui împotriva vechilor prieteni literari și a lui Titu Maiorescu a devenit obsesivă. Abia peste câțiva ani, în timpul colaborării la Epoca (1896), fostul junimist a regretat despărțirea de Maiorescu și a evidențiat marile calități ale criticului, cu un rol de primă mărime în cultura română, alături de Hasdeu. De la Berlin, la 15 februarie 1908, de ziua de naștere a lui Maiorescu, Caragiale i-a trimis o călduroasă telegramă: 
„Din toată inima ca pe frumoasele vremi ale tinereții un bătrân școlar urează ilustrului învățător la mulți ani cu sănătate și veselie. Trăiască Maiorescu! Caragiale.”
La răspunsul de mulțumire, Caragiale a replicat cu o altă urare: 
„Bătrânul școlar este fericit că o pornire din inimă i-a fost întâmpinată cu atâta grație din partea ilustrului și totdeauna neuitatului învățător. Încă o dată, la mulți ani, cu sănătate și veselie, trăiască Titu Maiorescu.”
Fără să fi reușit o reluare a colaborării la Convorbiri literare, conștient de locul uriaș deținut în cultura noastră de prestigioasa revistă ieșeană, Caragiale a încercat în anul următor (1909) „o nouă și ultimă expresie a unei «mea culpa»“ : 
„Un școlar puțin însemnat, care a știut mai mult să te supere decât să se folosească de învățăturile dumitale, își permite, cu tot respectul, a-ți trimite din depărtare urarea sa cordială: Să trăiască ilustrul nostru profesor Titu Maiorescu întru mulți ani, sănătos, cuminte și vesel! așa cum din tinerețe îl știe bătrânul școlar. I. L. Caragiale”—Șerban Cioculescu
Maiorescu consimțise în aceste împrejurări doar o reluare a relațiilor literare, nu și a celor personale, cu cel care îl insultase. Despre aceste manifestări ale lui Caragiale, Titu Maiorescu a relevat într-o scrisoare către Duiliu Zamfirescu simbioza interesantă dintre o mare inteligență și nestatornicia unui caracter dificil și imprevizibil: 
„Convingerea ce o am despre Caragiale este că are una dintre cele mai vioaie inteligențe ce le poate produce natura, eclectic, bună memorie, momente în care această extraordinară vibratilitate celulară a materiei cenușii din creieri îl scoate mai presus de el însuși și-l face capabil de scrieri literare de mare valoare. Din cauza acestei părți a lui eu închid ochii la toate celelalte, pe care însă le cunosc”—Titu Maiorescu
Nu mai puțin revelatoare, în această direcție, a fost și părerea lui Duiliu Zamfirescu. El credea că spiritul malițios al lui Caragiale față de lucrările unor confrați citite la Junimea ar fi putut fi trecute cu vederea grație „marii lui inteligențe”. Dramaturgul era „o fire atât de fantastică și de muncită, în care arama și diamantul sunt legate împreună spre a da iluzia unui inel ducal” (Duiliu Zamfirescu). Structura omenească a lui Caragiale, ca și aceea artistică, era duală: una de ironist și farsor, cu o rezervă nesecată în direcția manifestărilor umoristice și cinice, și alta de sentimental („Eu sunt un sentimental, domnule!”), neliniștit și măcinat de melancolii ascunse și ciudate la un asemenea temperament.

## Caragiale și ASTRA

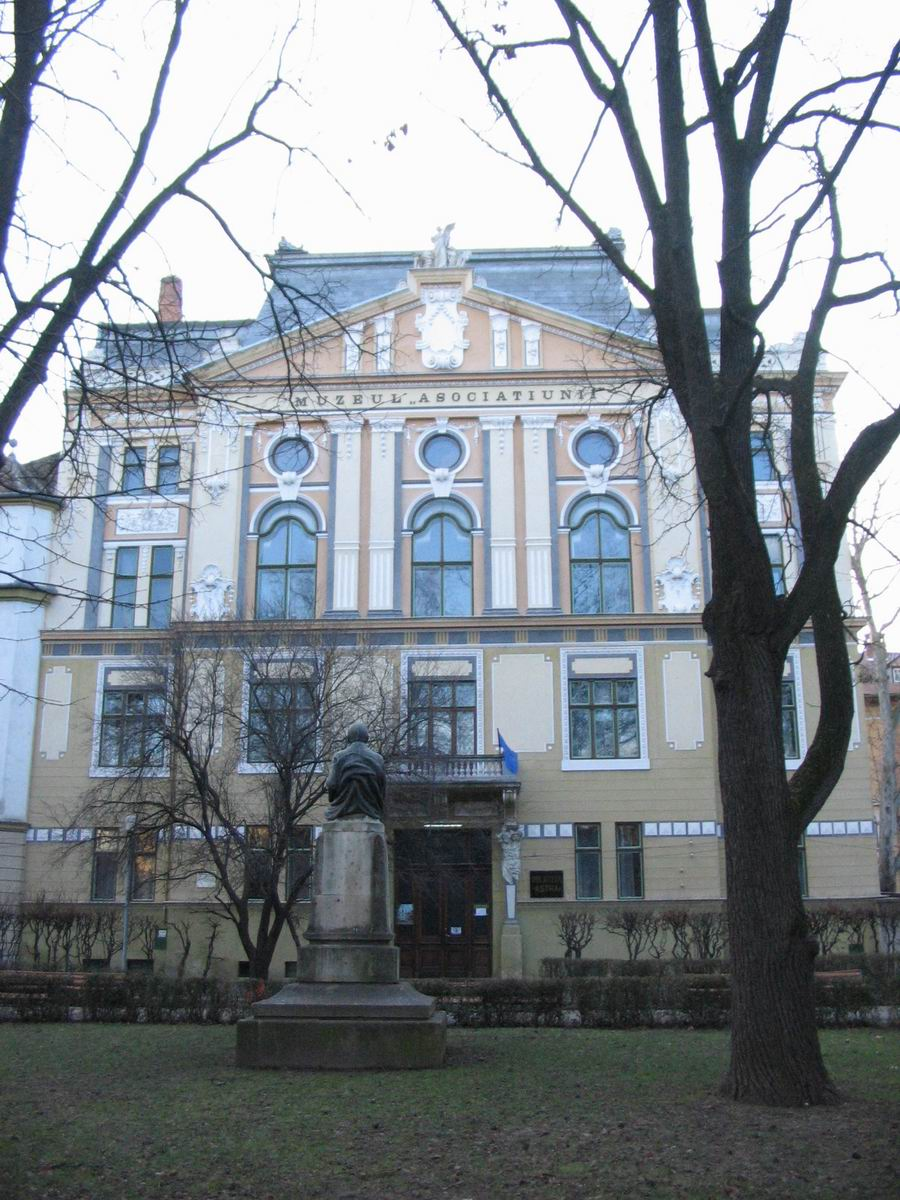
Palatul ASTRA de la Sibiu

Caragiale s-a bucurat de un mare respect în rândurile tuturor artiștilor și ale militanților pentru cauza națională. În acest sens sunt edificatoare câteva rânduri dintr-o scrisoare pe care Vasile Goldiș i-a trimis-o, la 26 februarie 1911, în perioada colaborării sale la Românul: „Poate nici nu poți să-ți dai seama ce mare serviciu ai făcut cauzei noastre naționale. Să ne ajuți acum cu puterea de leu a d-tale la biruință. Să ne scrii. Fie articole de fond, fie vreo schiță literară, fie, în fine, orice, numai să fie ieșit din sufletul lui Caragiale și să fie iscălit numele Caragiale. Atât ne trebuie și învingerea noastră e sigură.”
În acest timp, la Brașov, Andrei Bârseanu a introdus opera lui Caragiale în activitatea didactică și în manifestările anuale ale Societății de lectură a studenților. Printre militanții societăților culturale românești din Transilvania care l-au cunoscut pe Caragiale, s-au aflat și Valeriu Braniște, George Moroianu și Zaharia Bârsan, ultimul scriind chiar și un articol consacrat lui Caragiale la împlinirea a 25 de ani de activitate literară (1901): „Este un fapt îmbucurător această afecțiune din partea publicului, mai ales în țara românească unde munca scriitorilor e răsplătită așa de ingrat.”

Coșbuc și Caragiale (de la stânga la dreapta)

În Gazeta Transilvaniei de la Brașov au apărut articole și informații despre sărbătorirea lui Caragiale la București. Cel mai important moment al legăturilor lui Caragiale cu ASTRA a fost reprezentat de adunarea generală jubiliară a Asociațiunii, prilejuită de împlinirea a 50 de ani de activitate (Blaj, 28 - 30 august 1911). Au fost prezenți Gheorghe Pop de Băsești, Vasile Goldiș, Octavian Goga, Octavian Codru Tăslăuanu, Andrei Bârseanu, Horia Petra Petrescu. La sărbătorirea jubileului de 50 de ani de activitate a ASTREI, de la Blaj, în zilele de 14 - 17 august 1911, au participat peste patruzeci de mii de români, veniți din toate județele țării. Printre delegații trimiși de organizațiile culturale de la București s-au aflat și scriitorii: N. Iorga, G. Coșbuc, Octavian Goga, Șt. O. Iosif, Victor Eftimiu. În programul serbărilor, pe lângă expoziții, conferințe și alte acțiuni, a fost prevăzut și un zbor demonstrativ al aviatorului Aurel Vlaicu: „Caragiale a plâns de emoție văzând cutezanța și măiestria lui Vlaicu” (V. Eftimiu). Serbarea a fost apreciată, în ansamblu, ca „cea mai impunătoare manifestație românească, din Transilvania, de la 1848 și până atunci”. Au mai fost prezenți la manifestări Sextil Pușcariu și Jan Urban Jarník.
„De la început Asociația a fost a lui Șaguna și a lui Suluțiu, și a sibienilor și a blăjenilor ... și aceasta alcătuiește însușirea ei de căpetenie și cea mai scumpă... Unde dezbină legea unește cartea, lumina... ”—Nicolae Iorga

## Sărbătorirea maestrului

Statuia lui Ion Luca Caragiale, pe când se afla în fața Teatrului Național din București. Pentru realizare, statuii lui Lenin i s-a retezat capul, care a fost înlocuit cu cel al dramaturgului.

### 25 de ani de activitate literară
La 23 februarie 1901, un grup de prieteni au sărbătorit 25 de ani de activitate literară a lui Caragiale. Pentru consemnarea evenimentului, scriitorul a pus această dată și pe una dintre cele mai reușite fotografii ale sale. Evenimentul a devenit „național”. Marii săi prieteni - scriitori, artiști, ziariști, oameni politici - i-au organizat un banchet prezidat de Petre Grădișteanu. Au luat cuvântul atunci, spre a-l omagia pe marele sărbătorit: Delavrancea, Constantin Mille, Tache Ionescu, Alexandru Ciurcu și actorul Iancu Brezianu. B.P. Hasdeu i-a trimis o felicitare foarte elogioasă și prietenească. La banchet, maestrului i s-au oferit câteva daruri simbolice: o călimară de bronz, un ceasornic de buzunar, o pană de argint și un tablou pictat de I.V. Voinescu. În acea zi, a fost tipărit un număr de revistă festiv și unic, pe opt pagini, cu titlul Caragiale. Pe copertă avea un desen de N. S. Petrescu și o caricatură de Constantin Jiquidi, iar textele - proză și poezii - au fost semnate de cei mai de seamă prieteni ai sărbătoritului.
Evenimentul a consolidat argumentul cel mai convingător pentru etapa de consacrare deplină a marelui scriitor, care, prin comediile, schițele și nuvelele sale, a căror forță satirică este simțită până în prezent ca neîntrecută, a rămas cel mai mare creator de tipuri în dramaturgia română, concurând, ca și Balzac, starea civilă. El a reconstituit o amplă imagine a societății contemporane, văzută mai ales din unghiul comicului, dovedind un adevărat geniu al situațiilor dramatice și al limbajului, care îl situează printre marii comediografi ai lumii.

### Jubileul de 60 de ani
În 1912, în România au fost organizate acțiuni de sărbătorire a lui Caragiale, cu prilejul jubileului de 60 de ani, cu participarea celor mai importanți scriitori ai timpului. Marele dramaturg a răspuns la numeroase urări primite din țară și străinătate: „Trăiască frumoasa și cumintea limbă română! Fie în veci păstrată cu sfințenie această scumpă Carte-de-boierie a unui neam călit la focul atâtor încercări de pierzanie”. În martie, a refuzat subscripția publică propusă de prof. Constantin Rădulescu-Motru, pentru a i se oferi o recompensă națională. În primăvara anului 1912 a sosit în România cu scopul de a susține și a prezenta debutul lui Mateiu Caragiale prin publicarea în revista Viața românească a unui grup de poezii (1 aprilie 1912).

### Premii
Pentru piesele originale care înregistrau cele mai multe reprezentații, Teatrul Național din București acorda în primul deceniu al secolului trecut premii bienale. Printre autorii premiați în luna aprilie 1912 s-au aflat: Dimitrie Anghel, pentru piesa Cometa; I. L. Caragiale, pentru piesele: D-ale carnavalului, O noapte furtunoasă și Năpasta; Victor Eftimiu, pentru piesele: Akim, Ariciul și sobolul, Ave Maria, Crăciunul lui Osman și Înșir'te Mărgărite.
La 25 ianuarie 1885, Caragiale mai primise un premiu, tot de la Teatrul Național, pentru piesa D-ale carnavalului, din partea unui juriu format din Vasile Alecsandri, B. P. Hasdeu, Titu Maiorescu, Grigore Ventura și V.A. Urechia.

## Opera literară

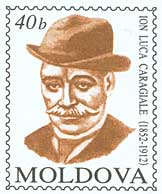
Imaginea lui Ion Luca Caragiale pe o marcă poștală din Republica Moldova

Opera lui Ion Luca Caragiale cuprinde teatru (opt comedii și o dramă), nuvele și povestiri, momente și schițe, publicistică, parodii, poezii.
Caragiale nu este numai întemeietorul teatrului comic din România, ci și unul dintre principalii fondatori ai teatrului național. Operele sale, în special comediile sunt exemple excelente ale realismului critic românesc.

### Volume
- „Schițe (Traduceri și originale)”, 1897
- „Momente”, 1901
- „1907, din primăvară până-n toamnă. Cîteva note”, 1907
- „Novele, povestiri”, 1908
- „Teatru. Opere complecte”, 1908
- „Momente, schițe, amintiri”, 1908
- „Schițe noue”, 1910

### În alte limbi
- Az elveszett levél (O scrisoare pierdută), traducere în limba maghiară de Kádár Imre, cu o prefață de Bánffy Miklós, Erdélyi Helikon, Kolozsvár, 1934. Ediție solicitată de Academia Română.[33]

### Considerații estetice
Elaborat în 1896, studiul Câteva păreri reprezintă un adevărat „breviar” al esteticii scriitorului. Socotit de unii comentatori un naturalist, un zolist în nuvelele sale psihologice, opțiunea estetică a scriitorului este categorică și definitorie pentru idealul de artă ca sinteză a fantaziei: „noi nu înțelegem o operă de artă din mult, ci din ceva, înțelegem un ce dintr´un cum” (s.n.). Condiția obligatorie a artei este talentul, puterea de invenție a scriitorului, expresivitatea și niciodată considerente de școală, de grup social sau de curent literare, saturate de teorii și de erudiție fără sens: „A crea - a apuca din haosul inform elemente brute, a le topi împreună și a le turna într´o formă, care să îmbrace o viață ce se diferențiază într´un chip absolut hotărît de tot ce nu este ea - aceasta este puterea naturii și a artistului. Și această putere, la artist o numim talent. Talentul este deci puterea de expresivitate ce o au îndeosebi unii, pe lângă iritabilitatea ce o au toți”.

## Aprecieri critice

Bustul lui Ion Luca Caragiale (sculptor Andrei Ostap, 1956), în Grădina Publică din Galați - Monument istoric cu cod LMI: GL-III-m-B-03131

Caragiale este prezentat ca apărător înverșunat al scrisului său, luptând cu editorii, pentru ca aceștia să-i respecte textul integral, ortografia și punctuația. Conștiința de artist impecabil și scrupulozitatea sa sunt mărturii exprimate în numeroasele scrisori către amici cărora le face reproșul „sosului greșelilor de ortografie și punctuație” și a „enormelor greșeli fundamentale”. Sică Alexandrescu a propus o tipărire corectă, la baza căreia să stea un text confruntat științific cu edițiile „Socec”, „Șaraga”, cu manuscrisele lui Caragiale, „un text în care ortografia marelui scriitor să fie repusă în drepturi, ținându-se seamă, riguros, consecvent, dar cu mult discernământ de ultimele reguli academice stabilite”.
A. E. Baconski schițează unele „înrudiri și vecinătăți” între Caragiale și Tudor Arghezi. La ambii este evident același patriotism, aceeași țintă a satirei, lovind în categoriile profesionale cu o spoială de cultură, cu un jargon franțuzit. Baconski remarcă la amândoi „pasiunea pentru stil, pentru o anumită arhitectură stilistică, mai simplă la Caragiale, mai savantă la Arghezi”.
Nicolae Steinhardt a constatat în eseul său, Secretul” Scrisorii Pierdute”, că opera lui Caragiale a fost citită până în 1975 din două perspective. Perspectiva „stângistă” (avându-i ca reprezentanți pe Alexandru Piru și Ovid S. Crohmălniceanu) era caracterizată prin supralicitarea criticii burgheziei românești, considerată „dreapta” românească, a viciilor și a regimului ei politic, și cea „naționalistă”, avându-i ca reprezentanți pe N. Grigorescu, Nicolae Iorga, Lovinescu, N. Davidescu, care îl blamau pe scriitor pentru pretinsa ură față de neamul său. Nicolae Steinhardt a introdus a treia perspectivă, a unui Caragiale profund creștin, creatorul unei lumi în care atmosfera generală... e blândețea, stâlp al creștinismului.

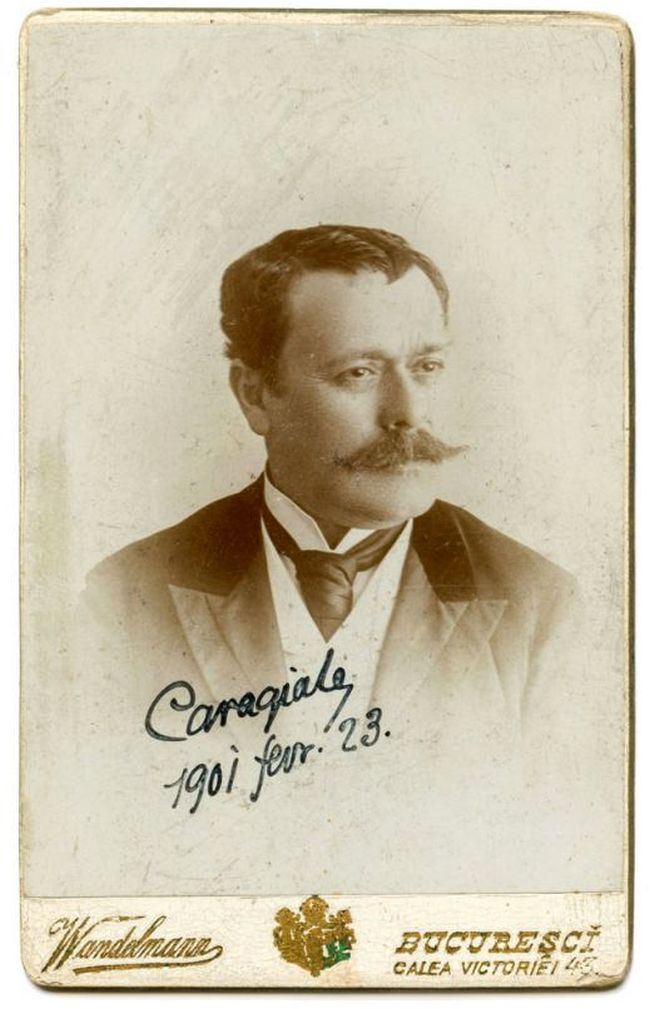
Ion Luca Caragiale (1901)

Comediile domnului Caragiale este o lucrare scrisă de Titu Maiorescu din dorința de a-l apăra pe scriitor de atacurile din presa contemporană, care îl acuzau de imoralitate (acuzație bazată pe lumea personajelor de joasă speță în piesele sale). Pornind de la constatarea că tipurile și situațiile din comediile lui Caragiale erau inspirate din realitatea socială a timpului, Maiorescu atrăgea atenția că artistul recrea realitatea dintr-o perspectivă ideal-artistică, fără nicio preocupare practică, în sensul că el generaliza.
Mihai Ralea spunea despre lumea lui Caragiale că „e minunată: e o lume absolut paradisiacă, fără griji și fără, cum se spune azi, în limbaj mistic, fără cine știe ce problematici interne. Oamenii râd, petrec și se bucură. (…) Caragiale, cel mai național scriitor, cel care a înțeles mai bine firea noastră, ne-a lăsat și acest aspect. Românul care nu-și pierde cumpătul în fața crizei. Literatura sa e tonică și plină de consolație astăzi.”
Pe de altă parte, I. Constantinescu afirma: „Teatrul lui Caragiale este nonpsihologic, nu ca o carență a artei dramaturgului: stilul popular și gritesc al comediei sale este prin el însuși antipsihologic. (…) În cazul celor mai importante figure comice, Caragiale păstrează foarte puțin din structura tipului tradițional. Prin distrugerea unității personajului și a umanității lui, prin creația omului dezorientat în afara vieții morale, cu comportament discontinuu, o omului fără calități, dramaturgul roman este unul dintre creatorii structurii eroului farsei moderne.” 
În opera Studii critice, 1890, Constantin Dobrogeanu-Gherea spunea că „Analiza psihică a tipurilor nu e destul de adâncă, tipurile sunt mai ales descrise și analizate din punctul de vedere exterior. Adâncile mișcări sufletești, cari caracterizează mai ales pe om, ori lipsesc, ori sunt făcute cu mai puțină măiestrie decât caracterizarea tipului și caracterului exterior.”
Ștefan Cazimir scria în Sensurile trec, întrebarea rămâne că: „nicio altă problemă a receptării lui Caragiale n-a produs atâtea divergențe ca încercarea de a defini viziunea sa asupra omului, atitudinea sa față de propriile plăsmuiri, semnificația distinctă a râsului caragialesc.”

## Distincții
- Membru post-mortem al Academiei Române (1948).[40]
- Cetățean de onoare post-mortem al municipiului Ploiești (din februarie 2016).[41]

## Galerie de imagini

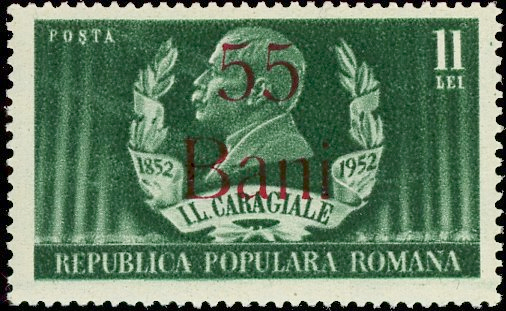
Timbru poștal românesc
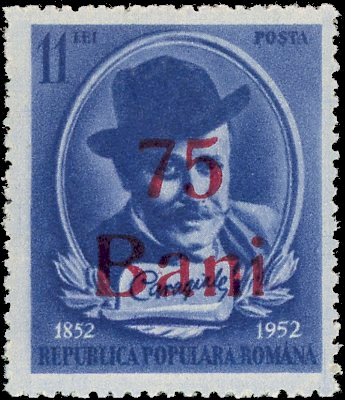
Timbru poștal românesc
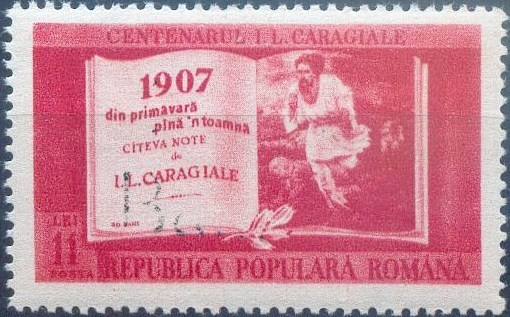
Timbru poștal „Centenarul Caragiale”
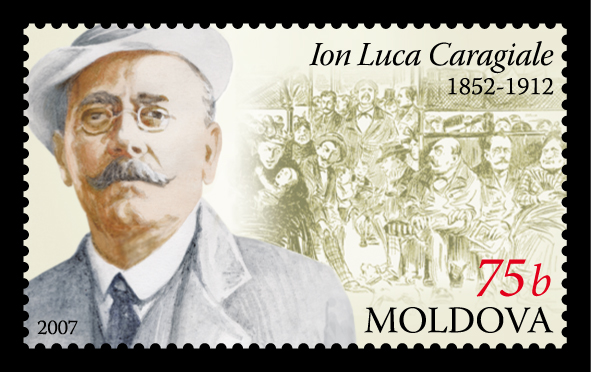
Timbru poștal din Republica Moldova
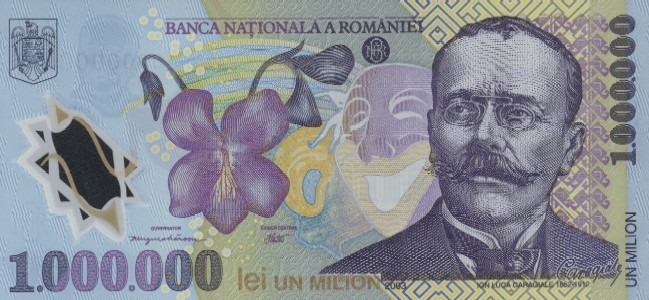
Bancnotă de un milion de lei românești vechi